# Хантли (Мисури)
Хантли (енгл. Huntleigh) град је у америчкој савезној држави Мисури.

## Демографија
По попису из 2010. године број становника је 334, што је 11 (3,4%) становника више него 2000. године.
| Група             | 2000.       | 2010.       |
| Белци             | 314 (97,2%) | 304 (91,0%) |
| Афроамериканци    | 0 (0,0%)    | 3 (0,9%)    |
| Азијати           | 0 (0,0%)    | 7 (2,1%)    |
| Хиспаноамериканци | 6 (1,9%)    | 7 (2,1%)    |
| Укупно            | 323         | 334         |